# Schlacht in der Tucheler Heide
Danzig – Westerplatte – Tucheler Heide – Krojanten – Mlawa – Radom – Wizna – Bzura – Brześć – Lemberg – Rawa Ruska – Lublin – Kampinos-Heide – Warschau – Szack – Modlin – Halbinsel Hel – Kock
Die Schlacht in der Tucheler Heide zu Beginn des Zweiten Weltkrieges vom 1. bis 5. September 1939 wurde in der Tucheler Heide in Großpommerellen südwestlich von Danzig im Polnischen Korridor zwischen deutschen und polnischen Truppen ausgetragen.
In der Kaiserzeit hatte sich dort in der Provinz Westpreußen der Truppenübungsplatz Gruppe (auch Gruppa, polnisch Grupa) westlich von Graudenz befunden, so dass das Gelände den deutschen Truppen bekannt war. Heinz Guderian z. B. stammte aus dem nahegelegenen Kulm.
Das Aufgebot der Wehrmacht, bestehend aus der 4. Armee unter General der Artillerie Günther von Kluge, hatte sich in Hinterpommern versammelt. Beteiligte deutsche Truppenteile waren:
- Das XIX. Armeekorps unter General der Panzertruppe Heinz Guderian mit
  - der 2. Infanterie-Division (mot.) unter Generalleutnant Paul Bader,
  - der 20. Infanterie-Division (mot.) unter Generalleutnant Mauritz von Wiktorin, und
  - der 3. Panzer-Division unter Generalleutnant Leo Freiherr Geyr von Schweppenburg.
- Das II. Armeekorps unter General der Infanterie Adolf Strauß bestand aus zwei Infanterie-Divisionen,
  - der 3. Infanterie-Division unter Generalmajor Walter Lichel und
  - der 32. Infanterie-Division unter Generalleutnant Franz Böhme.

Die polnische Pommern-Armee (Armia Pomorze), bestehend aus der 9. und 27. Infanterie-Division, hatte das Gelände als Verteidigungsstellung gewählt. Die Verbände, die ab dem 30. August teilmobilisiert worden waren, waren noch gar nicht vollständig in ihren Stellungen angelangt, als die 300 Panzer von Guderian vorrückten.
Am Abend des 1. September fand das Gefecht bei Krojanty statt; daraus entstand später der Mythos, polnische Kavallerie habe vorsätzlich deutsche Panzer mit blanken Säbeln angegriffen.
An der Schlacht beteiligt war auch das Infanterie-Regiment 9, in dem der zweite und der dritte Sohn des Staatssekretärs im Auswärtigen Amt Ernst von Weizsäcker dienten. Leutnant Heinrich von Weizsäcker fiel am 2. September am Bahndamm von Klonowo bei einem polnischen Gegenangriff in den Abendstunden, Richard von Weizsäcker, der spätere Bundespräsident, überlebte.

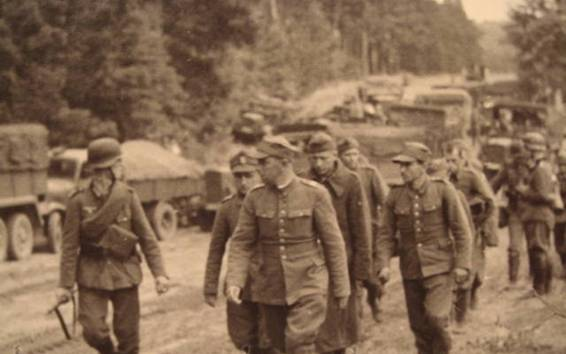
Von Deutschen eskortierte polnische Kriegsgefangene

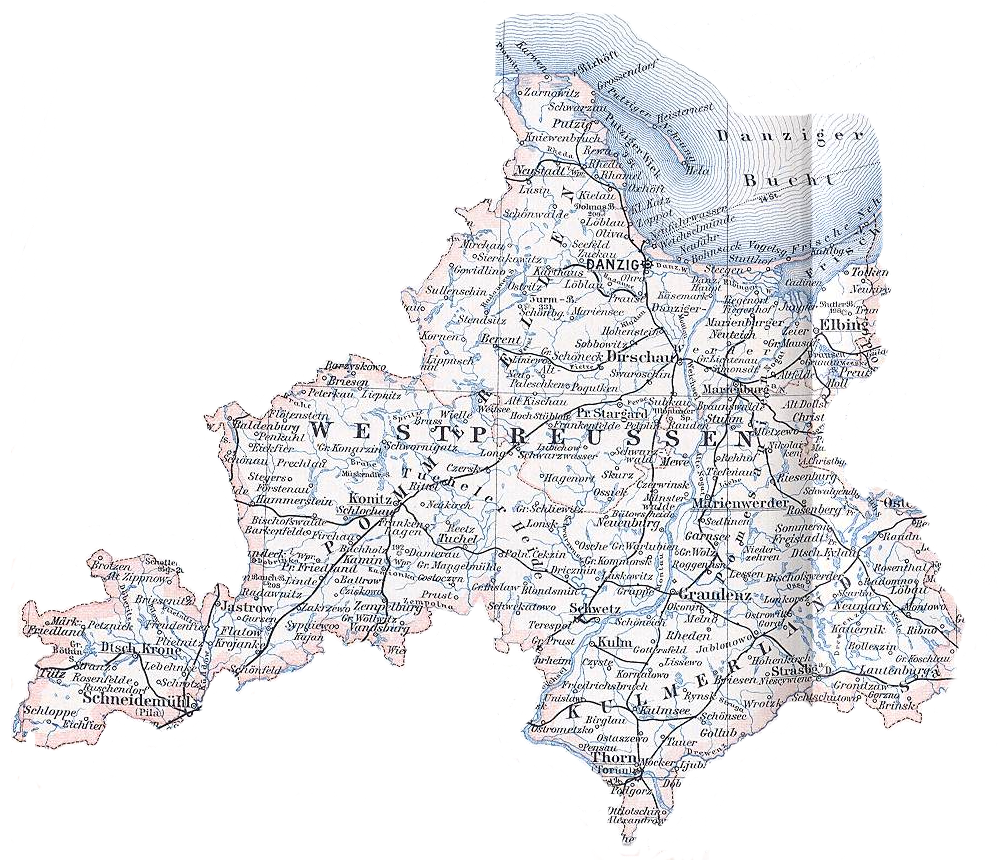
Tucheler Heide in Westpreußen, Karte von 1896

Der Großteil der polnischen Einheiten war am 3. September eingekesselt, einigen polnischen Truppenteilen gelang noch der Rückzug nach Bydgoszcz (Bromberg). Nach wenigen Tagen waren die polnischen Kräfte aufgerieben und der Durchbruch nach Ostpreußen erreicht.
Ab 5. September teilten sich die deutschen Truppen auf, um Widerstandsnester an der Ostseeküste zu bekämpfen bzw. nach Süden ins polnische Kernland vorzustoßen.
Am 6. September besuchte Adolf Hitler Guderian und gratulierte ihm zum Erfolg.